# Bazilika svaté Markéty v Gerresheimu

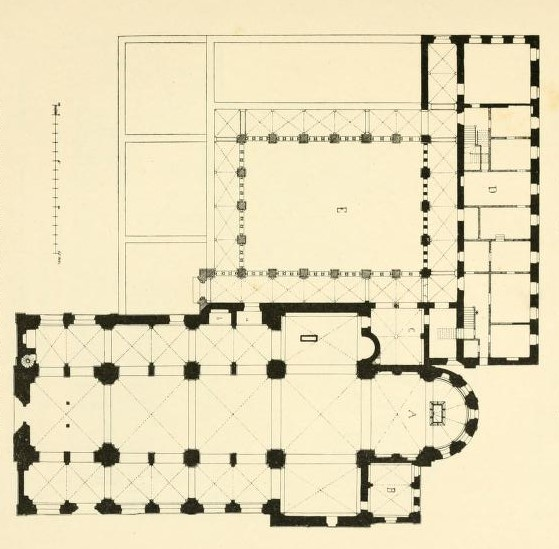
Půdorys k roku 1894

Bazilika svaté Markéty v Gerresheimu (německy Basilika St. Margareta) je katolický farní kostel a basilica minor v Düsseldorfu-Gerresheimu. Do roku 1803 byl kolegiátním kostelem gerresheimského ženského kláštera, založeného v 9. století a jednoho z nejstarších ženských klášterů v kolínské arcidiecézi. Pod stejnojmennou farnost patří od 1. ledna 2011 také bývalé farnosti sv. Cecilie, sv. Kateřiny, Panny Marie Královny míru, sv. Reinolda a sv. Uršuly na východě Düsseldorfu.

## Dějiny

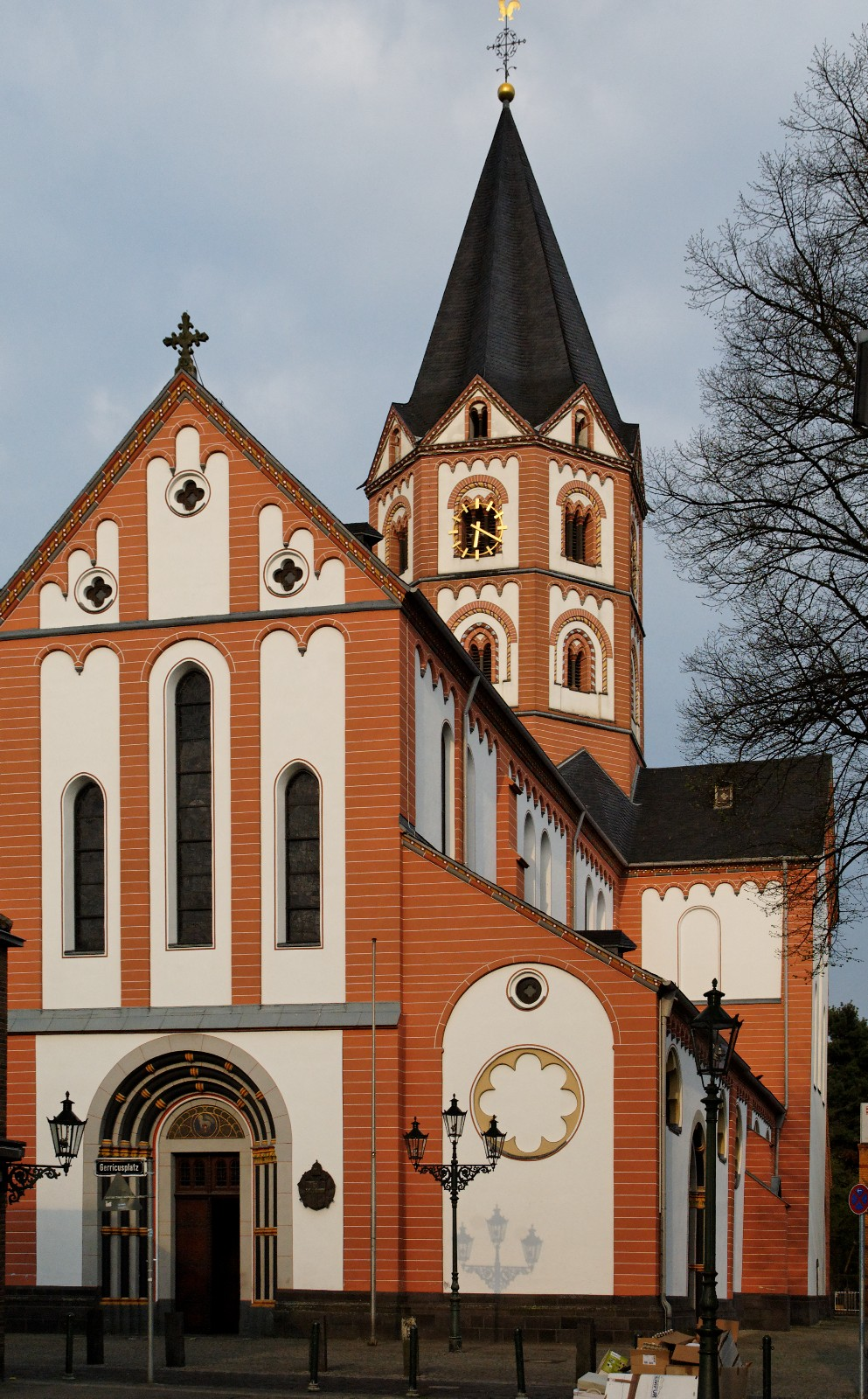
Západní průčelí

Klášter pod patronátem sv. Hippolyta se poprvé zmiňuje v roce 870 u příležitosti kolínské synody a je podrobněji písemně doložen k roku 905/906. Za zakladatele je považován francký šlechtic Gerrich, který jmenoval svou dceru Regenbierg (870–905) první abatyší kláštera. V listině z roku 870 je s ním spojen i místní název Gerresheim. Klášter byl druhou nejstarší církevní institucí v Porýní po Kaiserswerthu.
Klášter byl zničen v roce 919 invazí Maďarů. Kanovnice dokázaly uprchnout ke svaté Uršule do Kolína nad Rýnem, a zachránit tak cenné ostatky sv. Hippolyta. Přestavba byla dokončena až v roce 970 a vysvětil ji kolínský arcibiskup Gero, jehož předchůdce Wichfrid klášteru poskytl velkou finanční podporu. Po přelomu tisíciletí začalo pro klášter nové období rozkvětu. Tento příznivý vývoj byl způsoben dočasným spojením se sousedním klášterem v Essenu, jehož abatyše Theophanu (zemřela 1058), vnučka císaře Oty II., vedla současně klášter Gerresheim.
Dnešní sloupová bazilika svaté Markéty byla postavena v letech 1220–1230 jako kolegiátní kostel v rýnském přechodném stylu (přechod mezi románským a gotickým stylem) a vysvěcena byla pravděpodobně v roce 1236. Nachází se na místě předchozího chrámu z 9. století a byla postavena za abatyše Gudy (1212–1232). Kostel byl stejně jako klášter (Monasterium Santi Hippolyti) zasvěcen svatému Hippolytovi. 

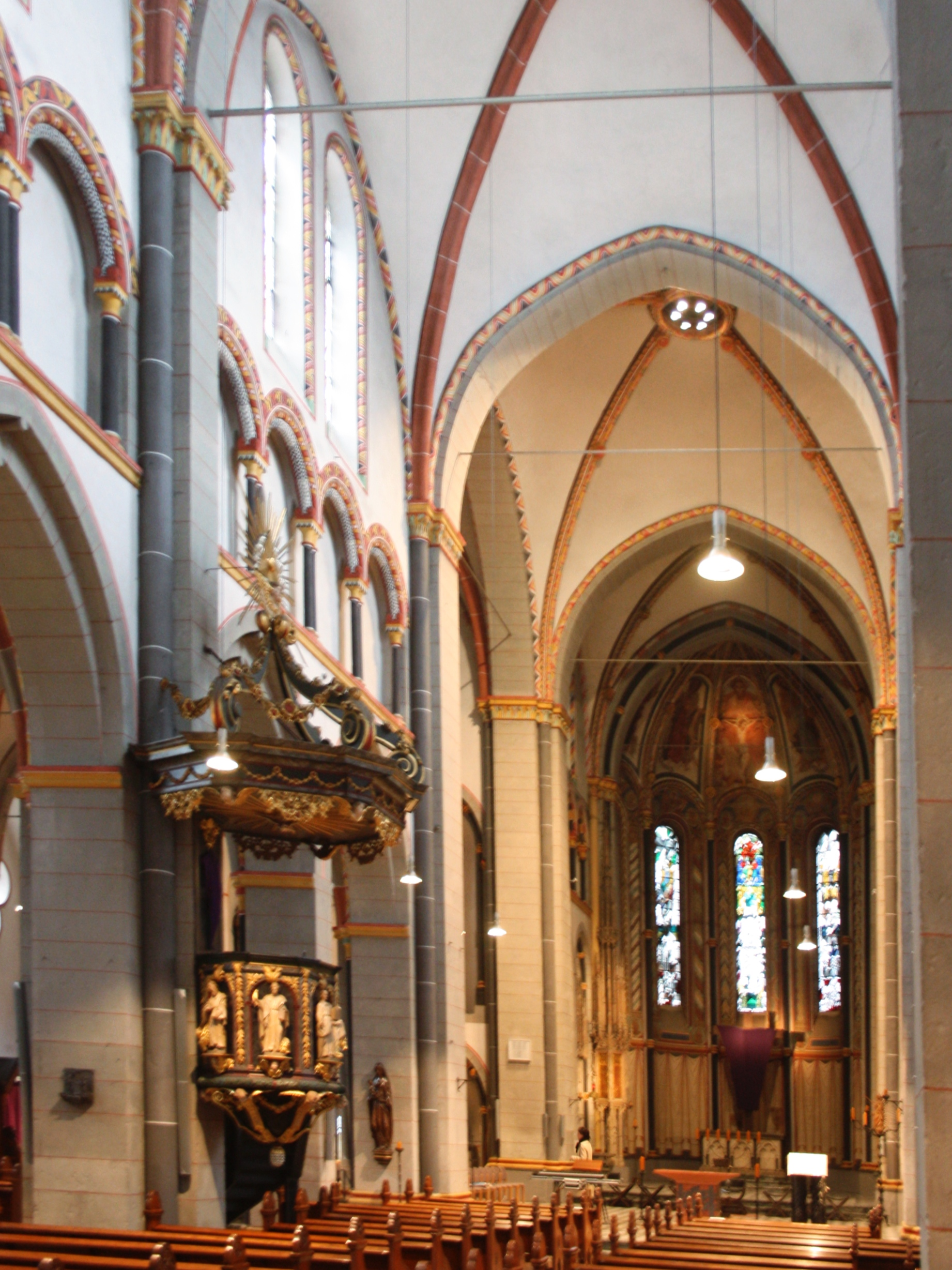
Interiér

Klášter byl ve 13. a 14. století bohatý a mocný díky rozsáhlým pozemkům a příjmům z celého Porýní. O vysokém renomé mezi šlechtou a nadregionálním vlivu svědčí fakt, že do kláštera směly vstoupit pouze dcery vysoké šlechty. Díky bohatým výnosům z pozemků mohl klášter existovat až do počátku 19. století, kdy byl v průběhu sekularizace zrušen 12. září 1803 kurfiřtem Maxmiliánem Josefem.
Od roku 1598 se zde koná každý rok procesí (Blutprozession) k uctění relikvie, která údajně obsahuje půdu z hory Golgota skropenou Kristovou krví.
Bazilika byla původně vyhrazena výhradně kanovnicím, teprve od 18. století slouží jako farní kostel. Do té doby farníci slavili své bohoslužby v kostelíku sv. Markéty, ve kterém byly uloženy kosti blahoslaveného Gerricha, který dal Gerresheimu jméno. Od roku 1790 se konají farní bohoslužby v klášterním kostele, který byl nakonec v roce 1810 předán obci; starý farní kostel musel být roku 1892 zbořen.
Kostel restaurovali roku 1873 Heinrich Wiethase a roku 1894 Heinrich Renard. Další opravy a statické zajištění začaly v letech 1932, 1950 a v období 1974–1985. Od roku 1975 se provádí zajištění kvůli nestabilnímu podloží. 
V roce 1982 papež Jan Pavel II. povýšil kostel na basiliku minor.

## Architektura
Exteriér chrámu se vyznačuje jednotností architektury a pravidelným tvarem. Bazilikální plán je patrný na západním průčelí s převýšenou střední lodí a nízkými bočními loděmi i na dvoupatrové osmiboké kostelní věži. Interiér se naproti tomu vyznačuje bohatostí tvarů a barev rýnského pozdního románského slohu. Na konstrukci jsou již patrné raně gotické vlivy ve smyslu větší lehkosti oproti románské architektuře. Z klášterních budov ze 13. století se částečně dochovala křížová chodba. Charakter stavby (křížová bazilika s centrální budovou) a především tvary oken (půlrůžice a kříže) jsou vzácné a v Porýní je lze nalézt pouze v chrámu sv. Petra v Sinzigu. Oba kostely postrádají kryptu.

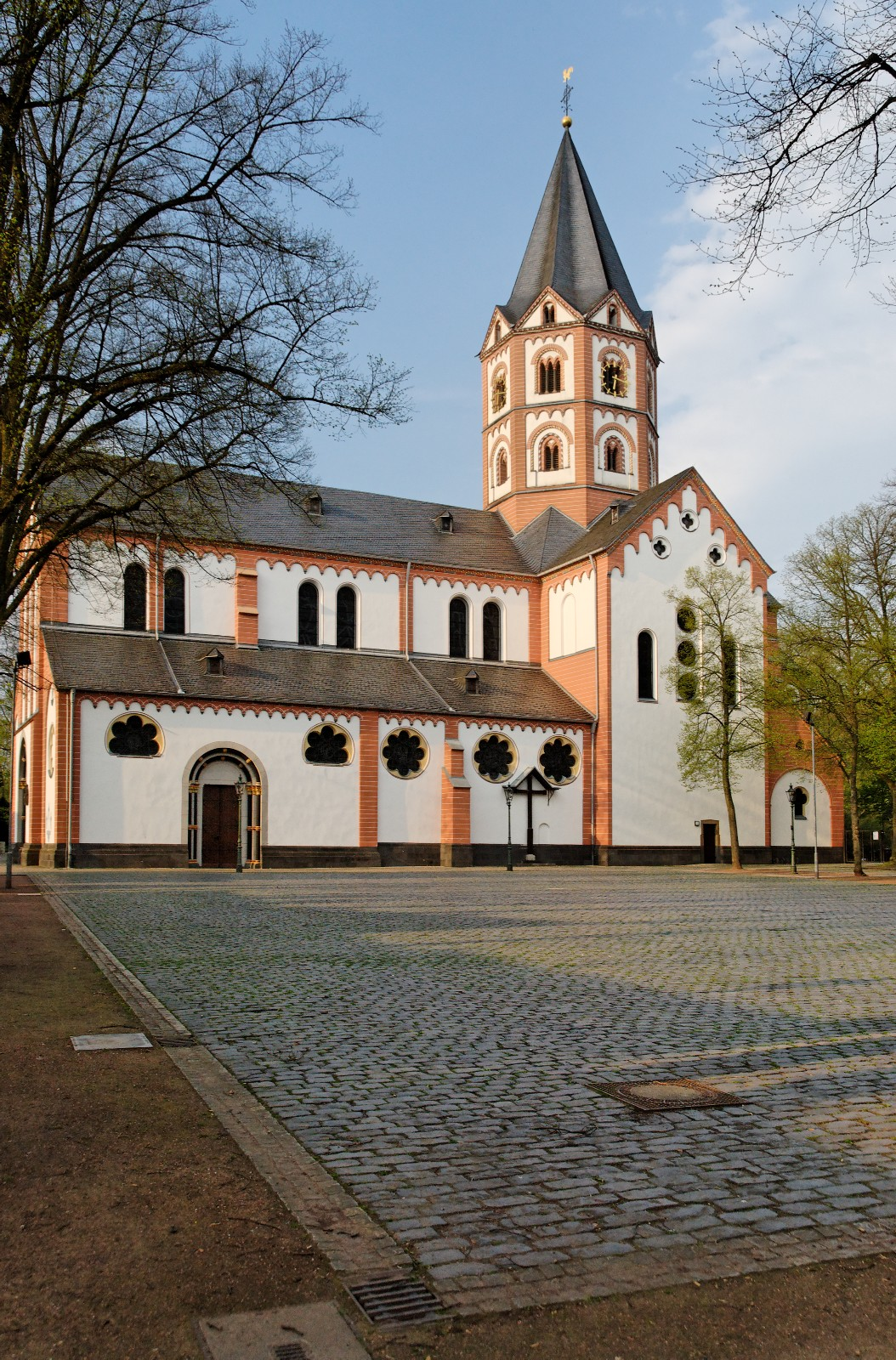
Pohled od jihu
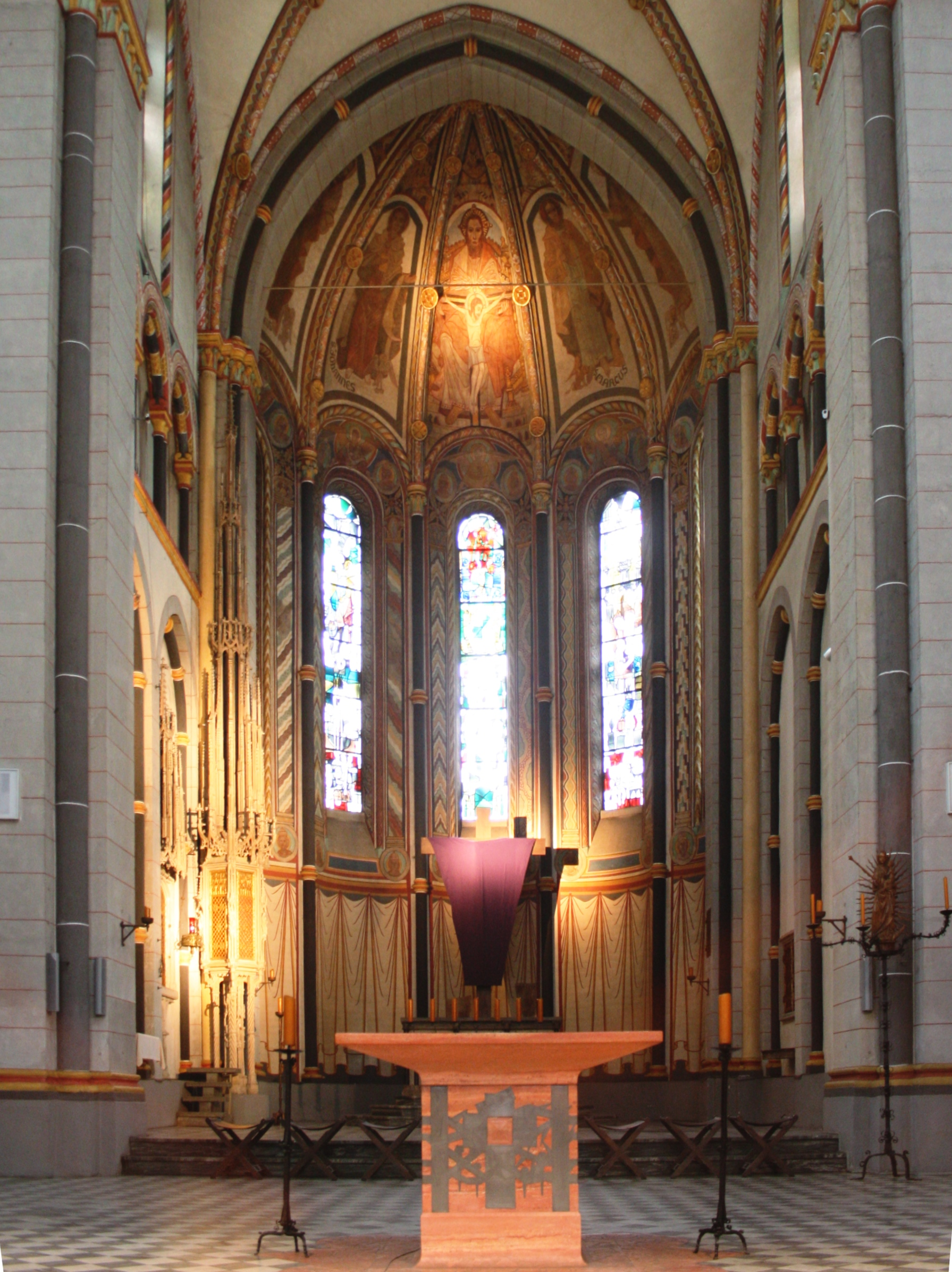
Chór
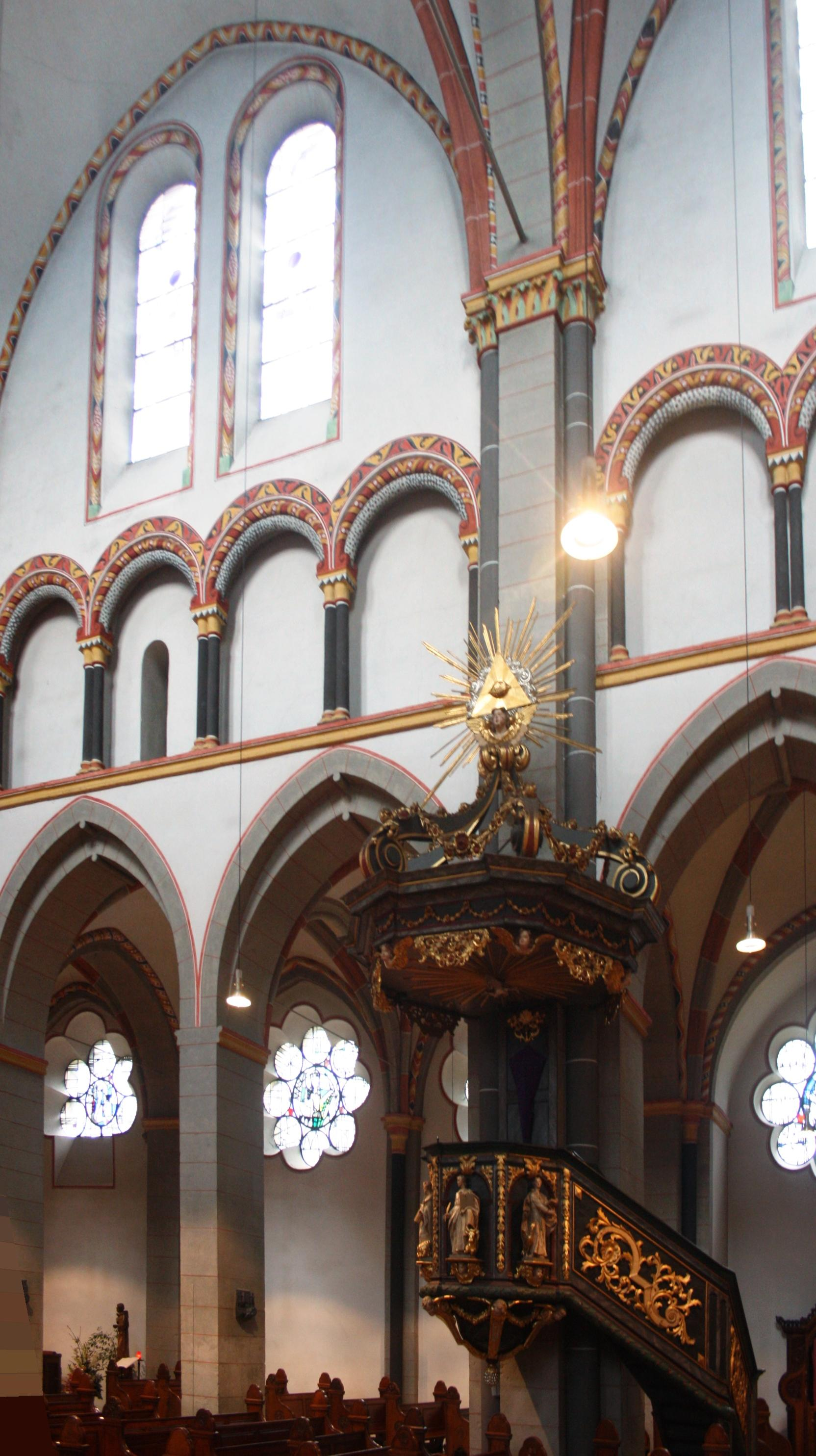
Severní zeď hlavní lodi
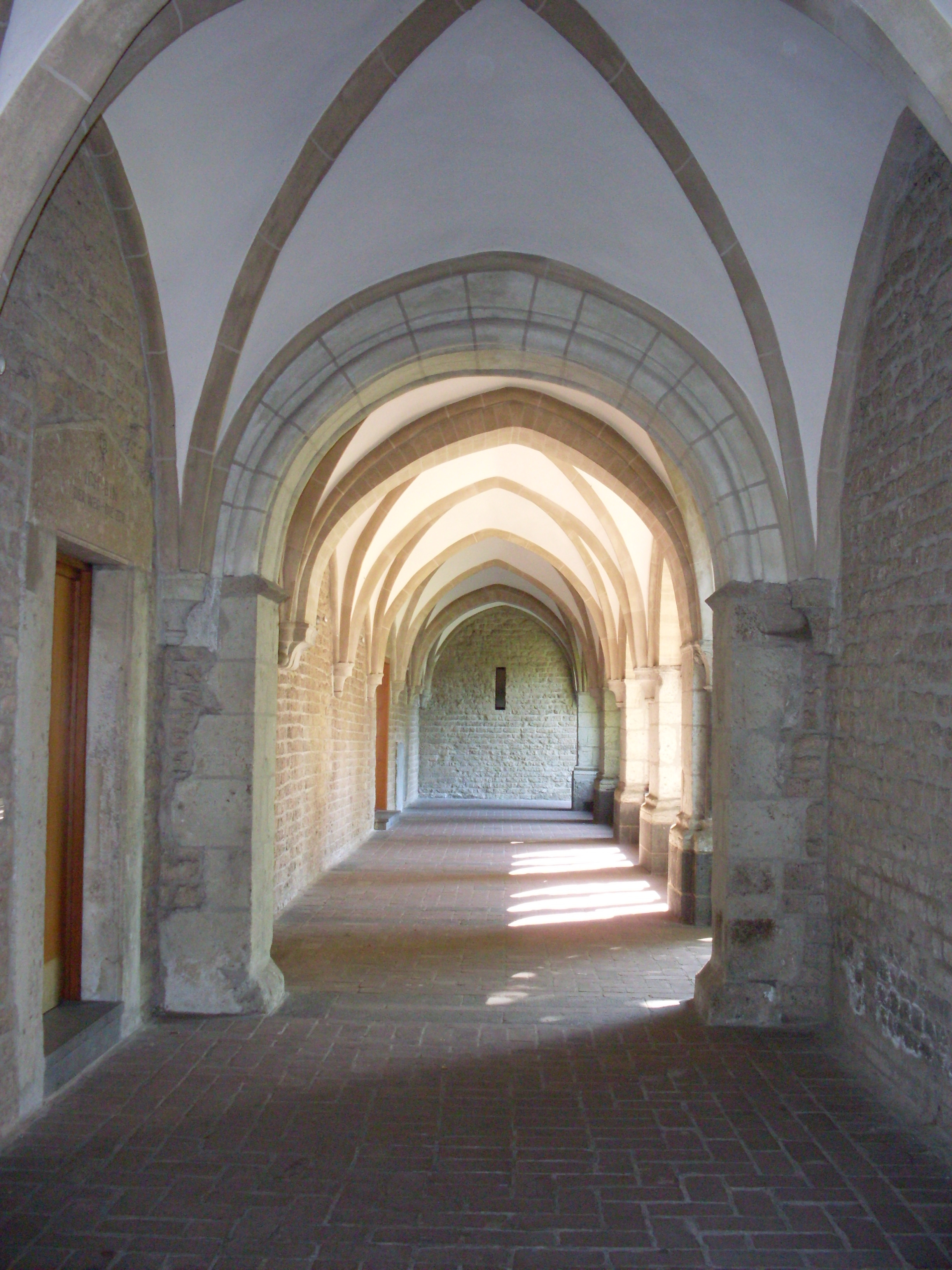
Křížová chodba

## Umělecká díla

### Mobiliář

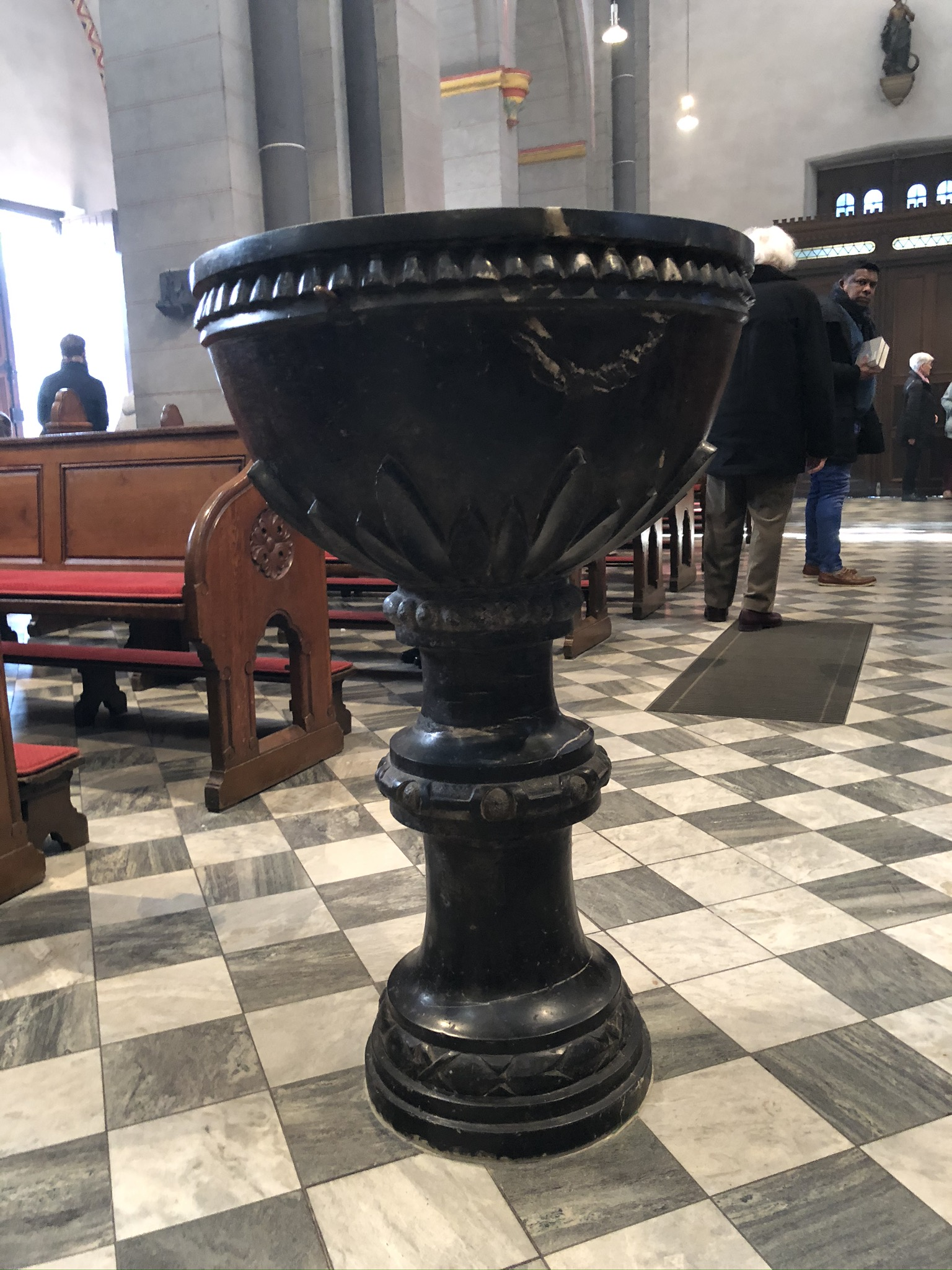
Křtitelnice z namurského kamene

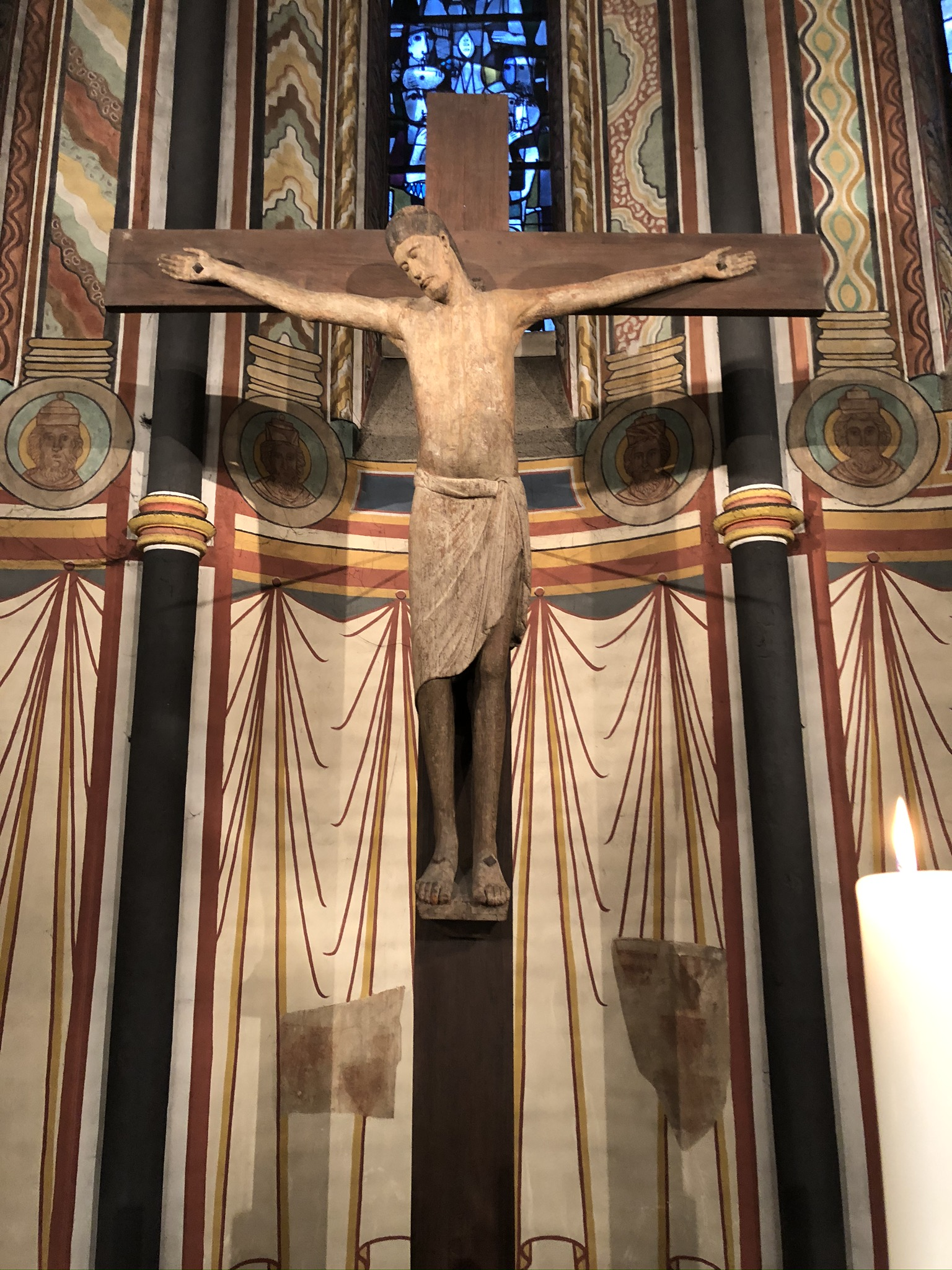
Krucifix

Gerricův sarkofág, tumba vyřezaná z jednoho bloku trachytu, je dílem vrcholně gotického sochařství s architektonickými motivy. Vznikl kolem roku 1270/80 pravděpodobně v Kolíně nad Rýnem.
Z doby výstavby pochází výmalba apsidy, z hlediska dějin umění velmi významná. Boží Trojice v podobě slitovnice je znázorněna uprostřed klenby: trůnící Bůh Otec před sebou drží Krista ukřižovaného, mezi nimi holubice jako symbol Ducha svatého, vše orámováno postavami čtyř evangelistů. Jde zřejmě o nejstarší obraz tohoto typu v německé monumentální malbě.
Nadživotní krucifix nad oltářem pochází z předchozí budovy. Přes dva metry vysoká (2,10 × 1,80 m) otonská socha z dubového dřeva byla podle nejnovějších poznatků pravděpodobně zhotovena kolem roku 960 a souvisí s vysvěcením kostela v roce 970.  Korpus stále vykazuje zbytky původní malby. Je nápadný drobným tělem a jemnými rysy obličeje. Kříž pravděpodobně daroval kolínský arcibiskup. Vedle Gerova kříže v Kolíně nad Rýnem je to pravděpodobně nejstarší dochovaný velký kříž v Evropě severně od Alp a zároveň nejspíše i nejstarší dochovaná monumentální socha Německa.
Novogotický relikviář sv. Hippolyta, který v roce 1871 vyrobili kolínští umělci Heinrich a Johann Bongovi, obsahuje relikvie sv. Hippolyta, předtím od maďarské invaze v roce 919 uložené u sv. Uršuly v Kolíně nad Rýnem. Je pozlacený a zdobí ho portréty apoštolů, Madony s dítětem a sv. Hippolyta.
Pozdně gotická Matka Boží se svatozáří z konce 15. století je umístěna na 2,13 m vysokém, kovaném lustru, umístěném vedle pilíře u vstupu na kůr. Pochází pravděpodobně z dílny Kerstena Woyerse (asi 1470–1531) působícího ve Venlu.
Z hlavního oltáře, který vznikl před rokem 1236, zůstala pouze třídílná spodní konstrukce zdobená sloupy a jetelovými listy z trachytu – materiál oltářní desky je modrý kámen.
Bazilika dále obsahuje vzácná vitrážová okna a četné epitafy.

### Chrámový poklad
Poklad je od roku 2013 umístěn v bývalé křestní kapli. Již v raném středověku zde začali sbírat cenné sakrální předměty, jako jsou relikviáře, kalichy, monstrance a ornáty. V průběhu sekularizace od roku 1806 však kostel o mnoho uměleckých pokladů přišel.
Některé důležité předměty v bazilice zůstaly nebo byly od 19. století získány:
- Gerresheimský evangeliář (1020–1040), otonský rukopis, obsahující mnoho iluminací a pocházející z Kolína n. R.
- Smaltovaný relikviář z Limoges, kolem roku 1210
- Věžovitá monstrance, kolem roku 1400, Kolín n. R.
- Busty mladého páru, počátek 16. století.
- Relikviář Svaté krve, kolem roku 1410/20
- Barokní cimborium z roku 1670
- Stříbrný oltářní kříž z roku 1841
- Dva kalichy (1868 a 1880)[12]

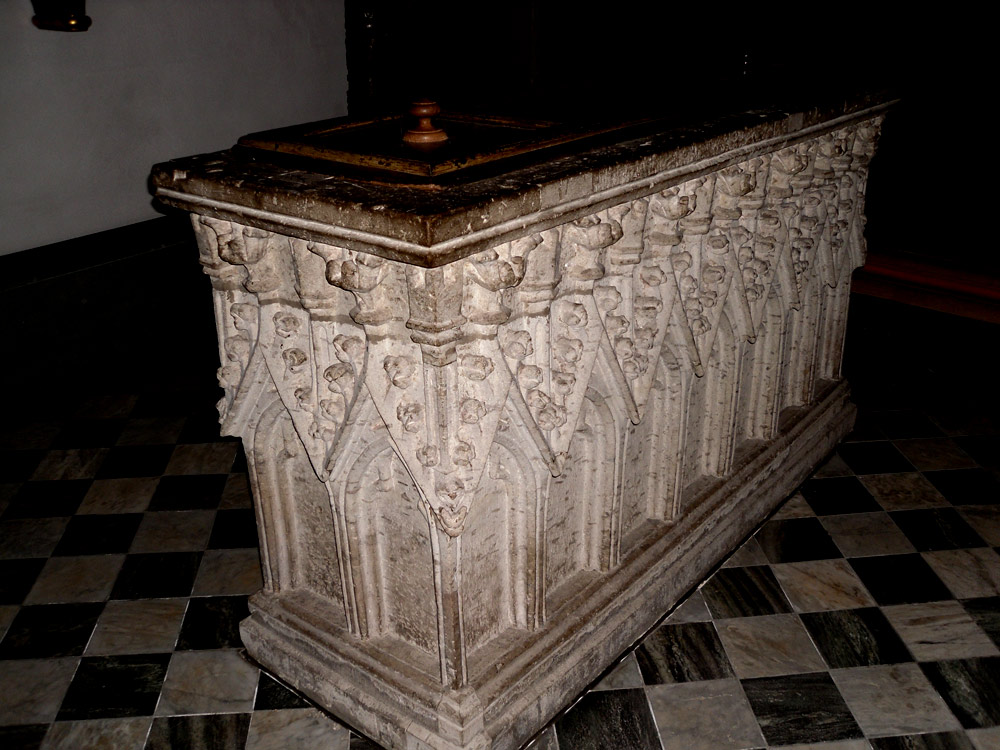
Gerricův sarkofág
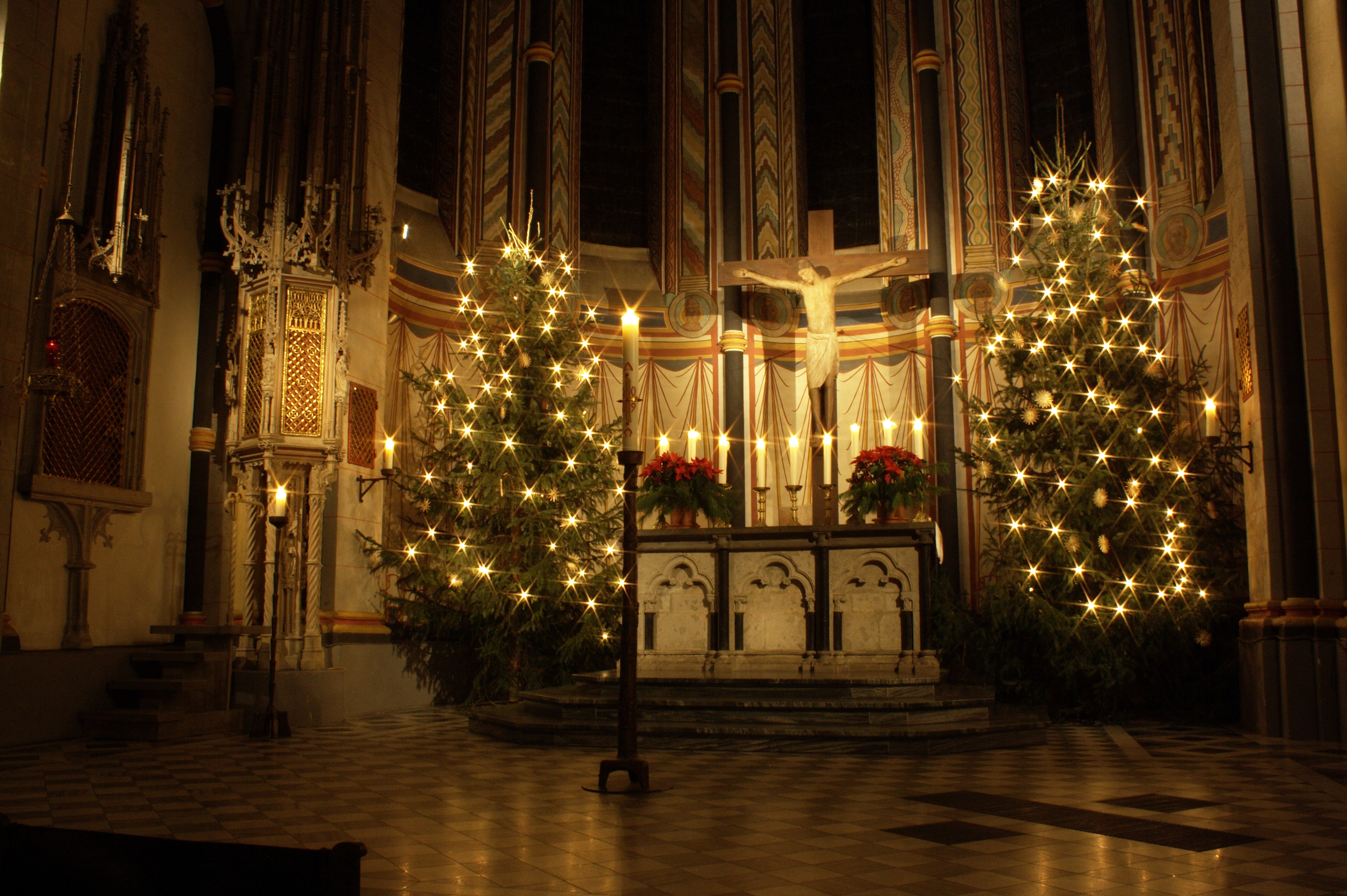
Oltář s vánoční výzdobou
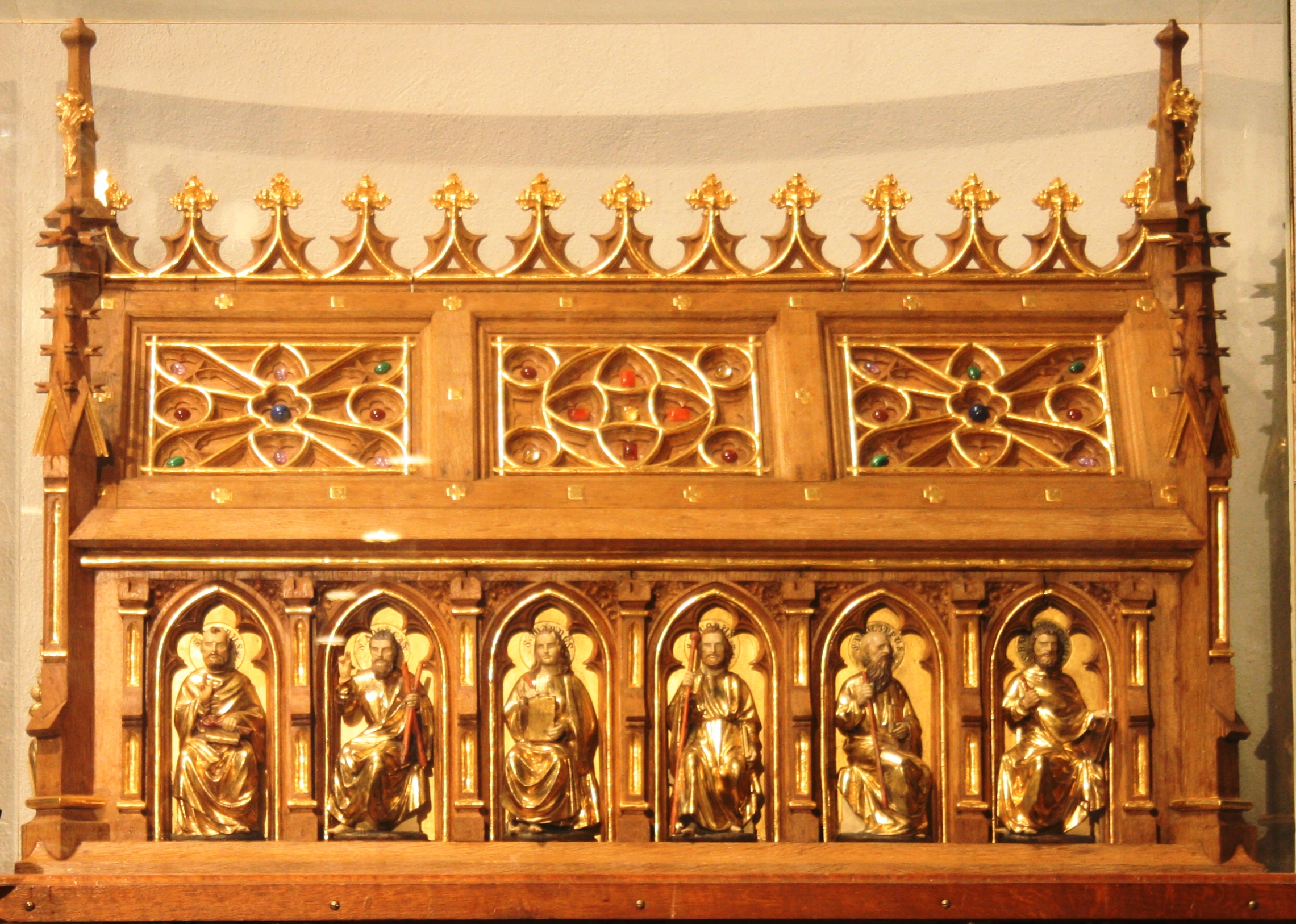
Hippolytův relikviář
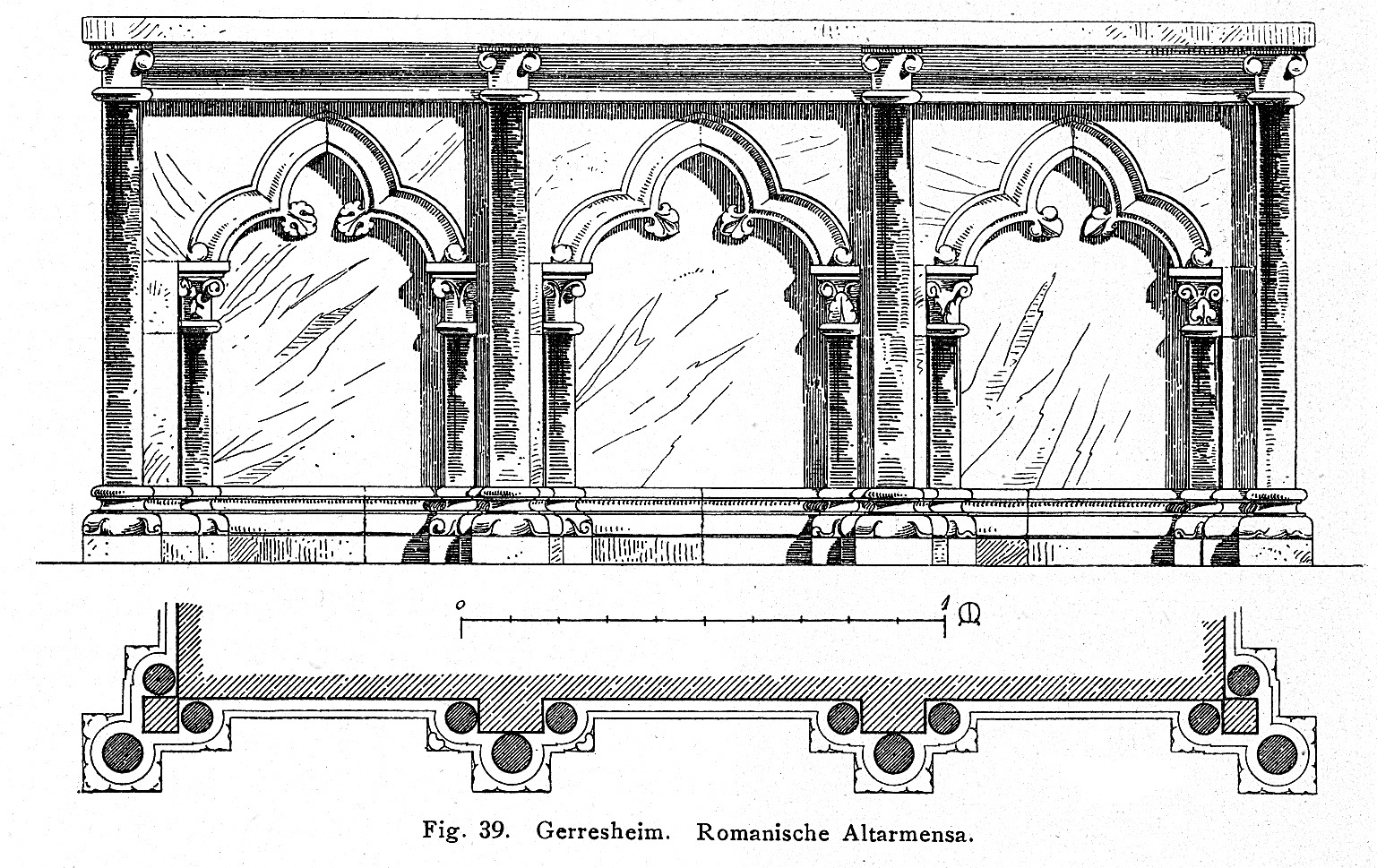
Románská oltářní mensa
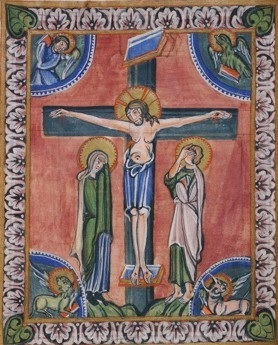
Iluminace z Gerresheimského evangeliáře
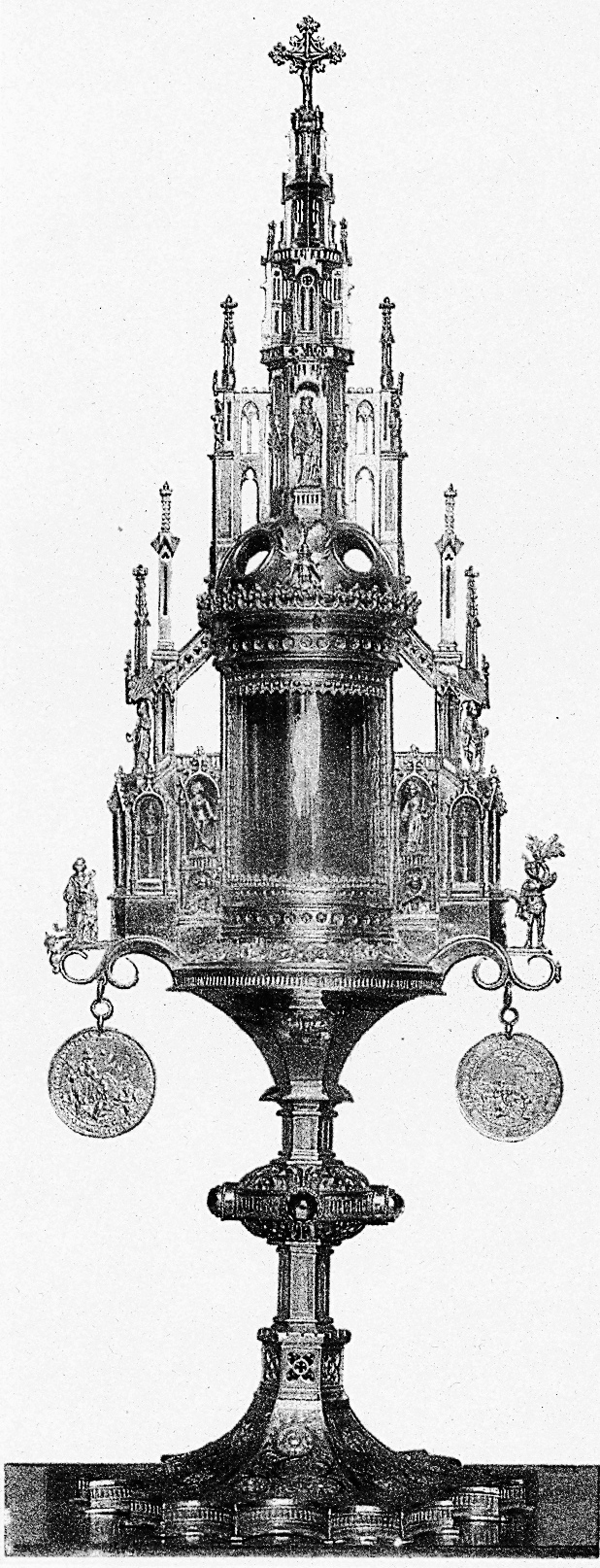
Věžovitá monstrance

## Hudba
Varhany pocházejí z roku 1982 a jsou od rakouské varhanářské firmy Rieger (Schwarzach, Vorarlbersko). Nástroj má 40 rejstříků, tři manuály a pedál. Akce je mechanická. Varhany jsou vybaveny i digitální technikou a umožňují uložení celých varhanních skladeb.
Kantorem a ředitelem kůru je od roku 1987 Klaus Wallrath, který během svého působení ve sv. Markétě založil několik sborů a souborů. Kromě chrámového pěveckého sboru zde nyní působí pěvecká škola pro děti a mládež s více než 150 mladými zpěváky a Komorní sbor sv. Markéty. V bazilice se koná řada koncertů.

Ve věži baziliky visí šest bronzových zvonů. Nejstarší z nich je Maria, který v roce 1717 odlil kolínský zvonař Gottfried Dinckelmayer. Další dva zvony pocházejí z roku 1828, zbylé tři z 20. století. Jsou sladěny podle melodie středověkého latinského hymnu Veni creator spiritus: 